# Kiskiack
I Kiskiack (o Chisiack o ancora Chiskiack) erano un gruppo di nativi americani della confederazione Powhatan. Il nome significa "terra ampia" o "luogo del pane" nel linguaggio nativo, che fa parte dei linguaggi algonchini. Esso era anche il nome del loro villaggio sito nella penisola della Virginia, nei pressi dell'attuale Naval Weapons Station Yorktown nella Contea di York. L'insediamento era a circa 17 chilometri dalla capitale della confederazione, Werowocomoco.

## Storia
Fra la metà del XVI secolo e i primi anni del XVII, il villaggio dei nativi americani Kiskiack appartenenti alla confederazione Powhatan, era ubicato vicino alla riva sud del fiume York nella Penisola di Virginia, a pochi chilometri dall'attuale Yorktown. I villaggi dei nativi americani erano realizzati con architetture permanenti costituite le case lunghe o yihakans .
I Kiskiack erano una delle sei tribù della Powhatan Confederacy. A seguito dell'arrivo dei coloni inglesi a Jamestown nel 1607, essi furono fra i più ostili all'invasione inglese, ed erano riluttanti a dare i loro prodotti ai coloni provenienti da Jamestown, venuti a comprare mais ed altri prodotti alimentari, nei primi anni dall'arrivo dei coloni. Comunque, furono una delle poche tribù amiche degli inglesi nella prima guerra anglo-powhatan.
Kiskiak era a soli 22 chilometri da Jamestown, ma doveva essere raggiunta attraverso la penisola e lungo il fiume York che non fu molto utilizzato dagli inglesi come presto lo fu il fiume James. La loro popolazione era costituita da circa 40-50 uomini guerrieri, secondo una stima del 1612 di John Smith. 
I Kiskiacks presero parte al massacro indiano del 1622 ed i coloni si rivalsero contro di loro l'anno successivo. Essi si ritirarono poi nel 1627, quando la colonia decise di occupare il loro villaggio; questa occupazione ebbe luogo nel 1629.

## I coloni inglesi e la palizzata
In una riunione tenuta a Jamestown l'8 ottobre 1630, tra il governatore Sir John Harvey ed il suo consiglio, si decise di costruire delle case su entrambe le rive del fiume Pamunkey, oggi York.
Conformemente a quanto stabilito vennero costruite case da entrambi i lati del King's Creek, che si estesero rapidamente sulle due rive del fiume York. A questo punto venne deciso di fortificare l'area. Nel 1634, venne eretta una palizzata attraverso tutta la penisola, da Martin's Hundred a Kiskiack, per proteggere l'area inferiore dagli attacchi degli indiani. Middle Plantation, vicina al centro della palizzata, fu il primo insediamento nell'entroterra, ad essere realizzato con atto dell'assemblea nel 1632. Middle Plantation venne poi ridenominata Williamsburg dopo essere stata designata capitale della Colonia nel 1699.